# Spitzenberg bei Ebrach
Der Spitzenberg bei Ebrach ist ein Naturschutzgebiet im Steigerwald, das sich über eine Fläche von etwa 24 Hektar erstreckt. Es befindet sich in Ebrach, einem Markt im oberfränkischen Landkreis Bamberg. Das Naturschutzgebiet liegt grob zwischen den Orten Ebrach und Breitbach, und seine Ausweisung erfolgte im Jahr 1987.

## Geographische Lage
Das Schutzgebiet besteht aus einem Teilbereich und befindet sich an der Westflanke des Mittelgebirges Steigerwald, das weitgehend mit dem Naturpark Steigerwald übereinstimmt. Östlich des Schutzgebiets liegt Ebrach, westlich Breitbach, nördlich das Naturschutzgebiet Naturwaldreservat Waldhaus mit Feuchtbereich im Handthalgrund mit dem wertvollen Naturwald Waldhaus sowie der Baumwipfelpfad Ebrach. Südwestlich liegt das Naturschutzgebiet Weihergrund bei Ebrach. Das gesamte Gebiet gehört zum FFH-Gebiet Buchenwälder und Wiesentäler des Nordsteigerwalds sowie zum Vogelschutzgebiet Oberer Steigerwald. Im Schutzgebiet entspringt der knapp 6 Kilometer lange Breitbach, ein Zufluss der Schwarzach. Erreichbar ist das Schutzgebiet über die Bundesstraße 22.

## Schutzgründe
Das Naturschutzgebiet zeichnet sich durch eine umfangreiche Artenvielfalt aus, darunter etwa 40 verschiedene Baum- und Straucharten, sowie das hohe Alter einiger Waldabschnitte und zahlreiche Höhlen- und Biotopbäume. Das Hauptziel des Schutzgebiets besteht darin, die charakteristische Tier-, Pilz- und Pflanzenwelt dieses artenreichen Laubmischwaldes mit einem bedeutenden Anteil an Altholz zu bewahren. Besondere Aufmerksamkeit gilt den Quellsümpfen und verbliebenen Auwaldresten im Quellgebiet des Breitbaches, einschließlich der angrenzenden Feuchtwiesen. Der Schutz dieser wertvollen und seltenen Lebensräume zielt auch auf die Bewahrung der spezifischen Bodenbeschaffenheit und des Bodenwasserhaushalts ab. Zu den Baumarten im Naturschutzgebiet Spitzenberg bei Ebrach gehören unter anderem Hainbuche, Winterlinde, Vogelkirsche, Traubeneiche, Stieleiche, Feldahorn, Elsbeere und Schwarzerle. Darüber hinaus befinden sich in diesem Schutzgebiet insgesamt neun Methusalembäume.

## Natürliche Waldentwicklung
Im Rahmen des Volksbegehrens Artenvielfalt „Rettet die Bienen 2019“ kündigte die bayerische Staatsregierung an, zehn Prozent des Staatswaldes aus der Nutzung zu nehmen. Als Teil dieser Maßnahme wurden zwei Waldgebiete innerhalb des Naturschutzgebiets aus der Nutzung genommen und somit dauerhaft der natürlichen Waldentwicklung überlassen. Der Naturwald mit der Nummer 4627 liegt im nördlichen Teil des Naturschutzgebiets und umfasst eine Fläche von 5,34 Hektar. Am südlichen Rand des Schutzgebiets liegt der Naturwald 4618 mit einer Größe von 1,34 Hektar. Somit sind insgesamt 6,68 von 24,62 Hektar der natürlichen Waldentwicklung überlassen.